# أيدان أوبراين
أيدان أوبراين (بالإنجليزية: Aidan O'Brien)‏ هو مدرب خيول أيرلندي، ولد في 16 أكتوبر 1969 في مقاطعة وكسفورد في جمهورية أيرلندا.